# Ла (буква старомонгольского алфавита)

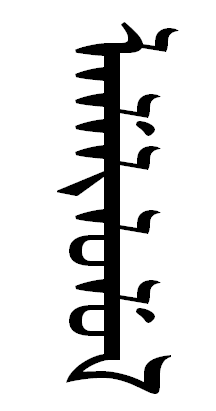
Ла-лэ-ли-ло-лул

Хэргэни ла — буква маньчжурской и старомонгольской письменности, обозначает альвеолярный боковой сонант /l/. Маркерный графический элемент — эвэр (монг. «рог»).

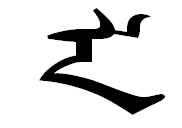
Ла
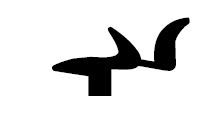
Л-инициаль в начале слова
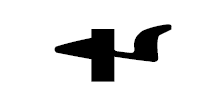
Л в середине слова
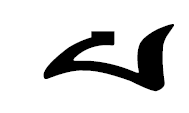
Л-финаль в конце слова